# Hippolyte ou le Garçon insensible

Hip(p)olyte ou le Garçon insensible est une pièce de théâtre de Gabriel Gilbert (1646). C'est une tragédie en cinq actes et 1634 alexandrins[réf. nécessaire].

## Argument

### Acte 1
- Scène 1 : Phèdre craint que le volage Thésée, qui lui a promis de l'épouser à la fin du deuil de son père, ne l'abandonne. En effet, il a attaqué les Mégariens pour l'amour de Céphise. Rongée par un mal mystérieux, elle désire mourir.
- Scène 2 : la reine avoue son amour pour Hippolyte à Achrise et se justifie.
- Scène 3 : Hippolyte ayant tué un sanglier, Phèdre y voit un acquiescement du Ciel.

### Acte 2
- Scène 1 : Pithée recommande à Hippolyte de prendre son père pour modèle dans ses exploits. Le jeune homme refuse de détrôner son père. La jalousie de Phèdre envers Céphise est à ses yeux une preuve d'amour.
- Scène 2 : Hippolyte a rêvé que son père le tuait parce qu'au moment de l'épouser, Phèdre se tournait vers le fils et non vers lui. Hippolyte aime Phèdre mais s'efface devant son père.
- Scène 3 : selon Achrise, Phèdre désire donner une maîtresse à Hippolyte. Celui-ci prétend vouloir rester libre.
- Scène 4 : dans un monologue, Hippolyte décide de surmonter son sentiment amoureux pour Phèdre.

### Acte 3
- Scène 1 : Achrise explique à Phèdre que, peut-être, Hippolyte répond à son amour, mais qu'il se tait à cause de son père. Elle lui conseille de le rencontrer.
- Scène 2 : Phèdre répond au jeune homme que l'infidélité de Thésée a tué en elle tout sentiment pour lui. Elle voit désormais ses vertus dans son fils. Elle n'épousera pas Thésée, qui a aimé Ariane: ce serait un inceste. Hippolyte, qui est chargé de garder Phèdre, refuse de s'enfuir avec elle en Crète. Elle se saisit de l'épée d'Hippolyte pour se tuer.
- Scène 3 : Hippolyte décide de ne plus lutter contre son sentiment : Thésée épousera Céphise.

### Acte 4
- Scène 1 : de retour, Thésée se justifie auprès de Tecmènes en faisant l'éloge de l'inconstance. Son mariage aura lieu le lendemain.
- Scène 2 : les larmes de Phèdre font penser à Thésée que Phèdre a été déshonorée. Aussi décide-t-il de la venger. Phèdre veut mourir.
- Scène 3 : Achrise calomnie Hippolyte : il a tenté de l'enlever, l'épée en est la preuve. Thésée invoque les dieux.
- Scène 4 : devant les accusations de son père, Hippolyte affirme son innocence sans révéler la passion qu'éprouve Phèdre. Il est condamné à l'exil.

### Acte 5
- Scène 1 : Phèdre reproche son mensonge à Achrise. Elle suivra Hippolyte aux Enfers.
- Scène 2 : Thésée ne croit pas Phèdre qui s'accuse et il lui annonce qu'il a renvoyé Céphise.
- Scène 3 : considérant que son fils peut être un rival, Thésée décide de le laisser à son funeste sort.
- Scène 4 : Aristée raconte la mort d'Hippolyte.
- Scène 5 : Phèdre s'est poignardé et Achrise se jette dans la mer.